# Elecciones estatales de Hesse de 1954

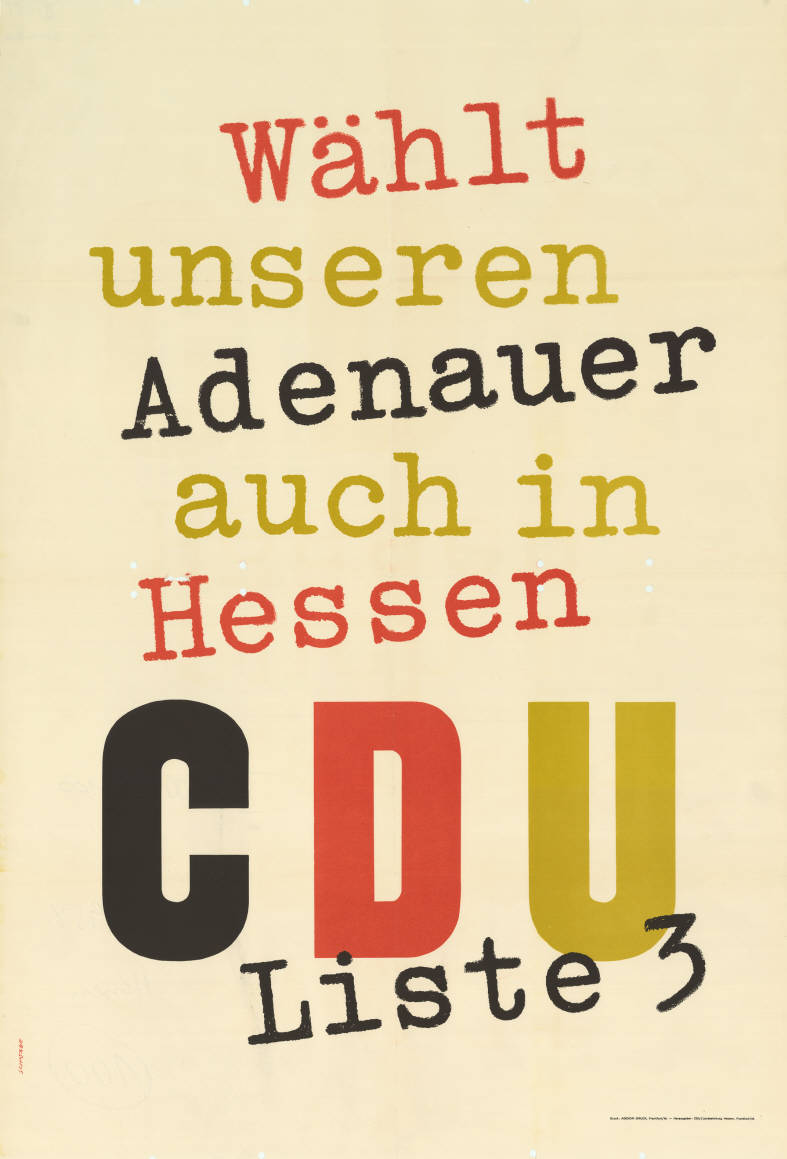
Cartel electoral de la CDU

La elección del tercer Parlamento de Hesse tuvo lugar el 28 de noviembre de 1954, junto a las elecciones estatales de Baviera. El SPD sufrió pérdidas menores, pero además perdió su mayoría en el parlamento. El GB/BHE formó una coalición con los socialdemócratas bajo el primer ministro Georg August Zinn, por lo que el SPD continuo gobernando. La elección tuvo una participación del  64,9%.

## Resultados
| Partido | Partido          | Votos     | %      | Mandatos directos | Mandatos de lista | Total de escaños |
| ------- | ---------------- | --------- | ------ | ----------------- | ----------------- | ---------------- |
|         | SPD              | 1.065.733 | 42,6 % | 41                | 3                 | 44               |
|         | CDU              | 603.691   | 24,1 % | 5                 | 19                | 24               |
|         | FDP              | 513.421   | 20,5 % | 2                 | 19                | 21               |
|         | GB/BHE           | 192.390   | 7,7 %  | 0                 | 7                 | 7                |
|         | KPD              | 84.013    | 3,4 %  | 0                 | 0                 | 0                |
|         | DP               | 29.309    | 1,2 %  | 0                 | 0                 | 0                |
|         | BdD              | 12.047    | 0,5 %  | 0                 | 0                 | 0                |
|         | Freie Opposition | 416       | 0,0 %  | 0                 | 0                 | 0                |
|         | Independientes   | 253       | 0,0 %  | 0                 | 0                 | 0                |

## Post-elección
El SPD había perdido votos y la mayoría absoluta, pero tuvo al GB/BHE como socio de coalición. Zinn permaneció como primer ministro y formó su nuevo gabinete. La CDU calificó el resultado como una "consolidación" de su posición.